# Жуково (Плоцький повіт)
Жуково (пол. Żukowo) — село в Польщі, у гміні Бельськ Плоцького повіту Мазовецького воєводства.
Населення — 107 осіб (2011).
У 1975-1998 роках село належало до Плоцького воєводства.

## Демографія
Демографічна структура станом на 31 березня 2011 року:
|          | Загалом | Допрацездатний вік | Працездатний вік | Постпрацездатний вік |
| -------- | ------- | ------------------ | ---------------- | -------------------- |
| Чоловіки | 54      | 9                  | 36               | 9                    |
| Жінки    | 53      | 7                  | 33               | 13                   |
| Разом    | 107     | 16                 | 69               | 22                   |